# Sonja Georgi
Sonja Georgi (* 17. November 1915 in Berlin als Sonja Walther; † 11. August 1957 in Düsseldorf) war eine deutsche Modefotografin.

## Leben und Wirken
Ihre erste Ausbildung als Fotografin erfolgte unter Anleitung ihrer Mutter, der Porträt- und Modefotografin Hedda Walther, danach besuchte sie 1935 ein Semester lang die Lehranstalt des Lette-Vereins. Von 1935 bis 1936 arbeitete sie als Operateurin im Atelier Binder. 1936 heiratete sie Heinz Georgi und eröffnete noch im gleichen Jahr ein eigenes Atelier für Porträt- und Modefotografie am Kurfürstendamm in Berlin, wo sie bis 1943 als Fotografin erfolgreich war. Ihre Aufnahmen entstanden meist im Studio, aber auch im Freien vor markanter Architektur. In den Jahren 1943 bis 1945 unternahm sie mehrere Reisen in die Schweiz. 
Im April 1945 floh sie aus Berlin nach Keitum auf Sylt. Danach arbeitete sie dort für die britischen Besatzungstruppen in Wenningstedt, wo sie – inzwischen geschieden – den Inselkommandanten Major Davis geheiratet hatte. Auch die Mutter Hedda Walther lebte zu dieser Zeit bei ihr auf Sylt. 1953 zog sie nach Hamburg, wo sie erneut ein Atelier eröffnete und sich mit dem Fotografen Hubs Flöter befreundete. Sie arbeitete für zahlreiche Modezeitschriften, in den 1950er-Jahren auch für die Illustrierte Stern, wurde 1955 von Curt Waldenberger für Film und Frau engagiert und machte Aufnahmen für Modekataloge sowie Auftragsarbeiten für die Textilindustrie. 1957 starb Sonja Georgi durch Suizid.
Aus ihrer Ehe stammen der Sohn Michael (* 1935) und die Tochter Sybille (* 1938). 
Ein umfangreiches Konvolut ihrer Arbeiten befindet sich in der Sammlung Gundlach in Hamburg.